# Нюлкандя
Нюлкандя — потухший вулкан на полуострове Камчатка, Россия.
Расположен в Быстринском районе Камчатского края.
Данный вулкан относится к Иченскому вулканическому району Срединного вулканического пояса. Он находится в верховьях рек Носичан, Нюлкандя и Бунаньи, занимая центральную часть гор Тынуа.
Форма вулкана представляет собой неправильный щит. Вершина заканчивается двумя небольшими шлаковыми конусами, диаметры которых не превышают 250 м на их вершинах имеются небольшие кратеры. На северном склоне вблизи подножия, располагается небольшой шлаковый конус. В географическом плане вулканическая постройка имеет несколько вытянутую в северном и восточном направлении форм, площадью в 23 км². Объём изверженного материала ~4 км³.
Абсолютная высота — 1709,6 м, относительная — 400 м.
Вулканическая постройка слабо эродирована.
Деятельность вулкана относится к верхнечетвертичному периоду.